# Нежинское сельское поселение
Нежинское се́льское поселе́ние — муниципальное образование (сельское поселение) в составе Ольховского района Волгоградской области.
Административный центр — посёлок Нежинский.

## История
Нежинское сельское поселение образовано 24 декабря 2004 года в соответствии с Законом Волгоградской области № 978-ОД.

## Население
| 2010 | 2012 | 2013 | 2014 | 2015 | 2016 | 2017 |
| ---- | ---- | ---- | ---- | ---- | ---- | ---- |
| 778  | ↘772 | →772 | ↘750 | ↗779 | ↗789 | ↘776 |
| 2018 | 2019 | 2020 | 2021 |      |      |      |
| ↘773 | ↘762 | ↘745 | ↘719 |      |      |      |

## Состав сельского поселения
| № | Населённый пункт | Тип населённого пункта          | Население |
| - | ---------------- | ------------------------------- | --------- |
| 1 | Нежинский        | посёлок, административный центр | 492       |
| 2 | Песковатский     | хутор                           | ↘129      |
| 3 | Погожья Балка    | хутор                           | 157       |

## Местное самоуправление
Глава Нежинского сельского поселения — Денисов Александр Геннадьевич.